# Selbstverwaltung

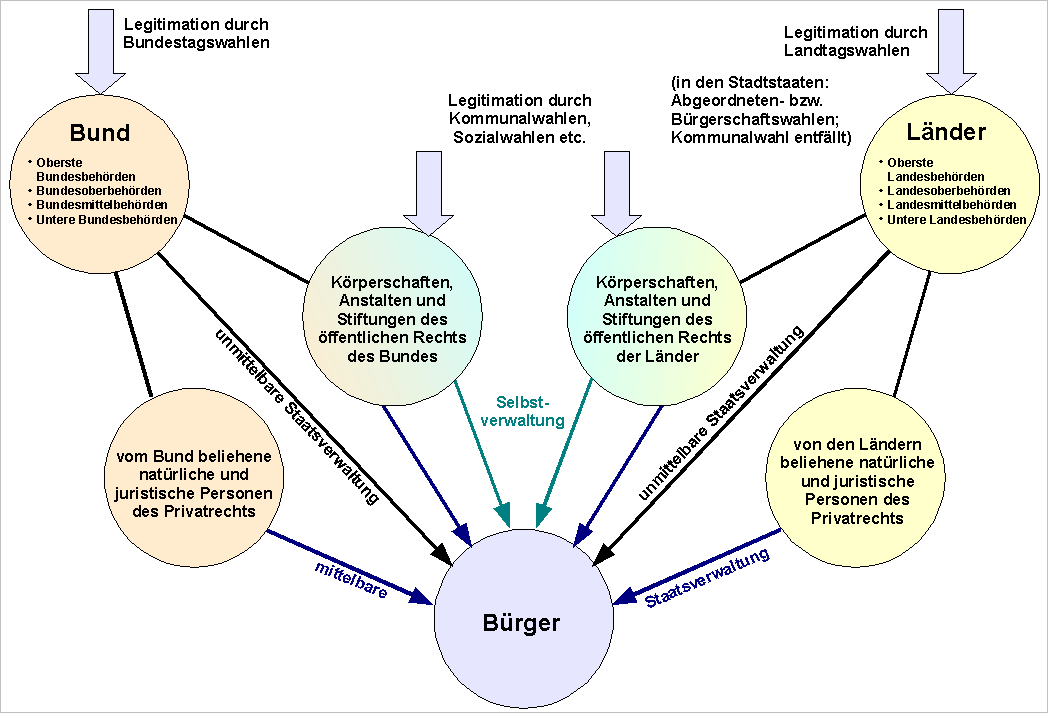
Legitimationskette der unmittelbaren und mittelbaren Staatsverwaltung sowie Selbstverwaltung auf Bundes- und Landes- und Kommunalebene

Selbstverwaltung bezeichnet im Staatsorganisationsrecht eine Erscheinungsform der mittelbaren Staatsverwaltung, bei der ein Verwaltungsträger (z. B. der Bund) Verwaltungsaufgaben durch andere Verwaltungsträger (z. B. die Bundesagentur für Arbeit) wahrnimmt, die nicht weisungsgebunden sind und grundsätzlich nur der Rechtsaufsicht, aber keiner Fach- oder Dienstaufsicht unterliegen. Ein Sonderfall sind die Berliner Bezirke, die in Selbstverwaltung organisiert sind, ohne Rechtspersönlichkeit zu besitzen.
Die Träger der Selbstverwaltung lassen sich in vier Gruppen einteilen:
1. Sozialversicherungsträger (soziale Selbstverwaltung)
2. Kommunale Gebietskörperschaften (z. B. Gemeinden, (Land-)Kreise und die Berliner Bezirke)
3. Berufsständische und zivile Selbstverwaltungseinheiten (berufsständische Körperschaften bzw. Kammern, Jagdverbände, Feuerwehrverbände u. ä.)
4. Kulturelle Selbstverwaltungseinheiten (z. B. Hochschulen, öffentlich-rechtliche Rundfunkanstalten)

## Selbstverwaltung im Staatsaufbau
Durch die Selbstverwaltung werden die Bürger unmittelbar an der Erfüllung staatlicher Aufgaben beteiligt. Selbstverwaltung ist damit ein grundsätzlich wichtiger Baustein einer lebendigen Demokratie und ermöglicht den Betroffenen eine eigenverantwortliche Mit-Gestaltung (Subsidiaritätsprinzip). Typische Organisationsform der Selbstverwaltung ist die Körperschaft des öffentlichen Rechts, die von ihr gesetzten Normen ergehen im Normalfall als autonome Satzungen. Sie kann meist von ihren Mitgliedern Beiträge erheben.
Die Träger der Selbstverwaltung sind nicht Vereinigungen Privater, sondern Teil der Bundes- oder Landesverwaltung. Sie sind Teil der öffentlichen Gewalt im Sinne der Art. 1 Abs. 3 und Art. 20 Abs. 3 GG, auch wenn sie aus deren hierarchischer Verwaltungsstruktur ausgegliedert sind, und nicht grundrechtsberechtigt, sondern an die Grundrechte gebunden.
Im Rahmen der Organleihe können auch Selbstverwaltungsbehörden einer Fachaufsicht unterliegen.
Vereinzelt wird nach angelsächsischem Vorbild vertreten, bei Überschreitung ihrer Zuständigkeit fehle es den Trägern der Selbstverwaltung bereits an der Rechtsfähigkeit, weil diese auf Erfüllung der spezifischen Aufgabe beschränkt sei (ultra vires). Überwiegend wird dagegen von einer umfassenden Rechtsfähigkeit ausgegangen; solche Maßnahmen seien daher möglich, aber rechtswidrig.
Als Teil der öffentlichen Gewalt müssen auch die Träger der Selbstverwaltung demokratisch legitimiert sein. Mit diesem Verfassungsgebot kann beispielsweise die Mitbestimmung der Arbeitnehmer in Konflikt geraten. Das Bundesverfassungsgericht hat zwar entschieden, dass das Demokratiegebot des Art. 20 Abs. 2 GG offen für Formen der Organisation und Ausübung von Staatsgewalt sei, die vom Erfordernis lückenloser personeller demokratischer Legitimation aller Entscheidungsbefugten abweichen. Die Selbstverwaltung fördere gerade die Demokratie, indem sie den Betroffenen Mitbestimmung ermögliche. Verbindliches Handeln mit Entscheidungscharakter sei den Organen von Trägern funktionaler Selbstverwaltung aus verfassungsrechtlicher Sicht aber nur gestattet, weil und soweit das Volk auch insoweit sein Selbstbestimmungsrecht wahre.
Das Prinzip der Selbstverwaltung erlaubt es beispielsweise Hochschulen, die Nutzung von selbst gewählten Vornamen von transgender Studierenden auch auf „Dokumenten, die außerhalb der Hochschule verwendet werden“ (zum Beispiel Zeugnisse, Diplome und Studierendenausweise) bereits vor amtlicher Änderung nach dem Transsexuellengesetz zu ermöglichen.

## Schutzfunktionen

### Schutz der Selbstverwaltung
Dass die Träger der Selbstverwaltung als Teil der öffentlichen Gewalt grundsätzlich nicht Träger von Grundrechten sind, bedeutet nicht, dass ihre Position gegenüber Bund und Land ungeschützt sein muss. Die Rechtsordnung kann ihnen ein Abwehrrecht gegen Übergriffe in ihre Selbstverwaltungsangelegenheiten einräumen (vgl. Selbstverwaltungsgarantie gemäß Art. 28 GG). Zum Schutz ihrer Selbstverwaltung können sich Hochschulen und öffentlich-rechtlich organisierte Rundfunkanstalten, obgleich eigentlich Teil der staatlichen Verwaltung, ausnahmsweise auf das Grundrecht der Wissenschaftsfreiheit bzw. der Rundfunkfreiheit berufen. Das macht sie aber nicht umfassend grundrechtsberechtigt, sie sind also nur Träger dieser speziellen, nicht aber der übrigen Grundrechte.

### Schutz der Mitglieder
Selbstverwaltungskörperschaften beruhen nicht auf privatautonomem Zusammenschluss ihrer Mitglieder, sondern werden durch Gesetz errichtet. Es besteht also eine Zwangsmitgliedschaft (Industrie- und Handelskammer, Verfasste Studierendenschaft). Diese verstößt nach überwiegender Auffassung zwar nicht gegen die grundgesetzlich geschützte negative Vereinigungsfreiheit, die nur den Austritt aus privatrechtlich organisierten Vereinigungen schützen soll. Die Zwangsmitgliedschaft greift aber in die allgemeine Handlungsfreiheit des Art. 2 Abs. 1 GG ein.
Dieser Eingriff ist normalerweise verhältnismäßig und daher zulässig. Er ermöglicht nämlich, dass ohnehin anfallende Verwaltungsaufgaben von denen mitbestimmt werden, die unmittelbar betroffen sind. Unverhältnismäßig und daher verfassungswidrig kann der Eingriff aber werden, wenn die Körperschaft rechtswidrig außerhalb ihrer Zuständigkeit agiert. Dann kann vor Gericht Unterlassung verlangt werden; notfalls steht die Verfassungsbeschwerde zum Bundesverfassungsgericht offen.
Diskutiert wurden diese Fallgestaltungen insbesondere im Zusammenhang mit Forderungen nach einem allgemeinpolitischen Mandat für Selbstverwaltungsgremien. So riefen Gemeinderäte ihr Gemeindegebiet zur „atomwaffenfreien Zone“ aus oder befassten sich Ausschüsse von verfassten Studierendenschaften mit Fragen der Außen- und Verteidigungspolitik. Ein umfassendes allgemeinpolitisches Mandat ist aber mit der Idee der Selbstverwaltung eigener Angelegenheiten unvereinbar, entsprechende Tätigkeiten verletzten die Grundrechte der Mitglieder.

## Selbstverwaltungen

### Sozialversicherung
Rund 90 % der Bundesbürger profitieren von der Sozialversicherung in Form der Kranken-, Pflege-, Renten- oder Unfallversicherung. Auch hier findet sich die Selbstverwaltung als demokratisches Element. Sie schafft einen Ausgleich zwischen rein politischen Interessen und den Interessen der Versicherten und in der Regel der Arbeitgeber, die über die Selbstverwaltung repräsentiert werden. Die Selbstverwaltungsorgane in der deutschen Sozialversicherung werden in Sozialwahlen ermittelt. Hier gibt es laut Gesetz zwei Varianten: eine Wahl mit und eine ohne Wahlhandlung, der so genannten Friedenswahl. Bei den meisten Sozialversicherungsträgern erfolgen Friedenswahlen. Dabei werden auf den Vorschlagslisten nicht mehr Kandidaten aufgestellt als Mitglieder zu wählen sind. Wahlen mit Wahlhandlung, so genannte Urwahlen, werden bei der Deutschen Rentenversicherung Bund, verschiedenen Betriebskrankenkassen und den meisten Ersatzkassen durchgeführt. Diese Sozialwahlen finden alle 6 Jahre statt. Die letzten Sozialversicherungswahlen waren 2023, die nächsten finden im Jahr 2029 statt.
In vielen Selbstverwaltungen sind zudem die Arbeitgeber paritätisch vertreten. Die gewählten Selbstverwalter treffen wichtige finanzielle, personelle, organisatorische und strategische Entscheidungen. Sie vertreten die Interessen der Beitragszahler, der Patienten, Pflegebedürftigen sowie der Rentner und nehmen politisch Einfluss auf die Weiterentwicklung der sozialen Sicherungssysteme. Die Aufgabe nehmen sie zudem ehrenamtlich wahr.

### Kommunen
Eine besonders wichtige Selbstverwaltungsgarantie betrifft die kommunale Selbstverwaltung. Sie erhält in Art. 28 Abs. 2 des Grundgesetzes Bundesverfassungsrang und ist in den Landesverfassungen zusätzlich abgestützt. Gemeinden und Gemeindeverbände werden danach nicht nur institutionell garantiert (Rechtssubjektsgarantie: es muss überhaupt Gemeinden geben), sondern sie erhalten auch ein Abwehrrecht, das sie vor Übergriffen anderer öffentlicher Stellen in ihre Selbstverwaltungsangelegenheiten schützt (subjektive Rechtsstellungsgarantie). Allerdings enthält die Selbstverwaltungsgarantie keine Existenzgarantie einzelner Gemeinden, sodass diese beispielsweise auch zu größeren Gemeinden zusammengeschlossen werden können.
Verletzungen dieses Rechts können vor den jeweiligen Gerichten geltend gemacht werden. Zusätzlich steht der Rechtsweg zum Bundesverfassungsgericht offen. Dazu dient ein spezielles, der Verfassungsbeschwerde nachgebildetes Verfahren, die Kommunalverfassungsbeschwerde (Art. 93 Abs. 1 Nr. 4b GG). Die Kommunalverfassungsbeschwerde ist erforderlich, weil die kommunale Selbstverwaltungsgarantie kein Grundrecht ist. Grundrechte sind nämlich Abwehrrechte des Bürgers gegen den Staat (Art. 1 Abs. 3 GG). Die Gemeinden sind aber trotz ihrer rechtlichen Selbständigkeit von den hierarchischen („staatlichen“) Behörden Teil der öffentlichen Gewalt, also des Staates im weitesten Sinne. Daher sind sie nicht grundrechtsberechtigt, sondern grundrechtsverpflichtet.
Die Selbstverwaltungsgarantie umfasst insbesondere Finanz- und Kommunalabgabenhoheit, Personalhoheit, Organisationshoheit, Planungshoheit und Satzungshoheit. Die Selbstverwaltungsgarantie kann durch formelles (Parlaments-)Gesetz eingeschränkt und ausgestaltet werden, was etwa durch die Gemeindeordnungen der Länder geschehen ist. Eine vollständige Abschaffung der Gemeinden ist jedoch nicht möglich. Ebenso muss trotz der Möglichkeit die Selbstverwaltung einzuschränken, der Gemeinde ein gewisser Kernbereich verbleiben, sodass der Wesensgehalt der Selbstverwaltung nicht ausgehöhlt wird. Außerdem unterliegen die Einschränkungen der Selbstverwaltungsgarantie dem Verhältnismäßigkeitsgrundsatz.
Einschränkungen der kommunalen Selbstverwaltung durch Landesrecht können im Rahmen einer Kommunalverfassungsbeschwerde vor dem jeweiligen Landesverfassungsgericht gerügt werden, so zum Beispiel in Hessen (Art. 130 Abs. 4 Hessische Verfassung i. V. m. § 46 Staatsgerichtshofgesetz Hessen).

### Selbstverwaltung im Gesundheitswesen
In Deutschland gilt auch im Gesundheitswesen das Prinzip der Selbstverwaltung. Das heißt: Der Staat gibt zwar die gesetzlichen Rahmenbedingungen – insbesondere im Fünften Buch Sozialgesetzbuch (SGB V) – vor, aber die Träger des Gesundheitswesens organisieren sich selbst, um in eigener Verantwortung die Gesundheitsversorgung zu gewährleisten. An dieser Selbstverwaltung im deutschen Gesundheitswesen sind insbesondere verschiedene Verbände beteiligt wie u. a. die DKG inklusive der  16 Landeskrankenhausgesellschaften, die Verbände der GKV und der PKV sowie die KVen.
Das steht im Gegensatz zu verschiedenen anderen Ländern wie zum Beispiel in Großbritannien, Schweden oder Italien, wo die Gesundheitsversorgung ausschließlich durch die Regierung oder den Staat gewährleistet wird. Dort regeln staatliche Behörden die medizinische Versorgung. Sie unterhalten ein Netz aus Arztpraxen und Krankenhäusern, das aus Steuermitteln finanziert wird.

### Hochschulen
Einzelne Aufgaben werden verschiedenen Gremien zugewiesen. Jede Statusgruppe (z. B. Professoren, wissenschaftliche Mitarbeiter, sonstige Mitarbeiter, Studenten) bestimmt Wahlvertreter für die jeweiligen Gremien. In der Regel haben die Professoren die Mehrheit, aber es gibt auch Modelle mit sog. Viertelparität, in denen jede Gruppe gleich große Fraktionen entsendet.
Die Gremien geben sich Satzungen, die die Regeln ihrer Arbeitsweisen bestimmen. Es werden auch Kommissionen und Arbeitsgruppen eingesetzt, um sich speziellen Fragen zu widmen. Beschlüsse werden gefasst und ein gewähltes Mitglied zur Umsetzung beauftragt.

#### Hochschulgremien
- Akademischer Senat (Präsidium oder Rektorat führt aus)
- Fachbereichsrat / Fakultätenrat (Dekan führt aus)
- Frauenrat
- Hochschulrat
- Institutsrat
- Kuratorium

#### Hochschulkommissionen
- Berufungskommission
- Hauptkommission
- Kommission für Forschung und Nachwuchs
- Kommission für Studium und Lehren
- Ordnungsausschuss
- Prüfungshauptausschuss

Je nach Hochschule und Bundesland sind die Aufgaben unterschiedlich verteilt.

## Abgrenzung
Das Recht der Religionsgemeinschaften, ihre Angelegenheiten ohne staatliche Einmischung selbst zu regeln, bezeichnet man in Deutschland als Selbstbestimmung, da selbst öffentlich-rechtlich organisierte Religionsgemeinschaften wegen der Trennung von Staat und Kirche kein Teil des Staates und daher auch nicht „Verwaltung“ sind.
Das Grundrecht der Vereinigungsfreiheit hat für Bürger und von ihnen gegründete Vereine und Gesellschaften eine ähnliche Folge wie die Selbstverwaltungsgarantie für Träger staatlicher Selbstverwaltung. Anders als diese sind sie aber nicht Teil des Staates, sondern Teil der Gesellschaft und deshalb nicht auf dieses Recht beschränkt, sondern umfassend grundrechtsberechtigt. Insbesondere werden sie auch durch Art. 14 GG (Eigentum) und Art. 12 GG (Berufsfreiheit) geschützt.
In der Alternativbewegung der 1980er Jahre entstanden in Westdeutschland und West-Berlin zahlreiche Kleinbetriebe in Selbstverwaltung. Bis heute organisiert sich auf diese Weise die Berliner Firma Oktoberdruck.

## Historische Formen
- Arbeiterselbstverwaltung (Jugoslawien ab 1948)
- Kollektive Selbstverwaltung